# Alpinia haenkei
Alpinia haenkei är en enhjärtbladig växtart som beskrevs av Karel Presl. Alpinia haenkei ingår i släktet Alpinia och familjen Zingiberaceae. Inga underarter finns listade i Catalogue of Life.